# Жижа Стојановић
Жижа Стојановић (Београд, 19. новембар 1930 — Београд, 22. јун 2025) била је српска глумица.

## Биографија
Рођена је 19. новембра 1930. године у Београду. Након Другог светског рата, уписала је Трећу женску гимназију и учланила се у београдско културно друштво „Абрашевић”. Прошла је аудицију и додељена јој је улога Коштане. Иако је познатија као позоришна глумица, играла је у многим филмовима и серијама. Била је чланица позоришта у Нишу, Новом Саду и Београду. У каријери је одиграла преко 120 позоришних улога, а више од тридесет година била је првакиња Београдског драмског позоришта.
Публика је памти као келнерицу Цану Фонтану из серије Срећни људи. Такође се појавила у серијама „Дипломци”, „Салаш у Малом Риту”, „Отписани”, „Бољи живот”, „Породично благо”, „Љубав, навика, паника”, „Вратиће се роде” и многим другим. Глумила је у филмовима Повратак отписаних, Балкан експрес 2 и Тесна кожа 3.
Била је учесница прве сезоне ријалити програма Задруга. Живела је и радила у Београду.
Последње године живота провела је у старачком дому, а преминула је 22. јуна 2025. године у Београду.
У тренутку смрти била је трећа најстарија глумица у Србији.

## Улоге
| Год.       | Назив                              | Улога                    |
| ---------- | ---------------------------------- | ------------------------ |
| 1940-е     |                                    |                          |
| 1949.      | Барба Жване                        |                          |
| 1960-е     |                                    |                          |
| 1961.      | Избирачица                         | Малчика                  |
| 1963.      | Банкет у Шаренграду                |                          |
| 1963.      | Кир Јања                           |                          |
| 1965.      | Поноћни гост                       |                          |
| 1967.      | Вилин коњиц и плехана фуруна       |                          |
| 1969.      | Покојник (ТВ)                      | Служавка Ана             |
| 1969.      | Суфле                              |                          |
| 1970-е     |                                    |                          |
| 1971.      | Леваци                             | Моцина кћерка Душица     |
| 1971.      | Дипломци                           | Завалина супруга         |
| 1972.      | Смех са сцене: Савремено позориште |                          |
| 1972.      | Женски разговори                   |                          |
| 1973.      | Наше приредбе (ТВ серија)          |                          |
| 1975.      | У Орфеуму код Бране (ТВ)           |                          |
| 1975.      | Зимовање у Јакобсфелду             |                          |
| 1975.      | Салаш у Малом Риту (ТВ серија)     |                          |
| 1975.      | Позориште у кући 3                 | Службеница               |
| 1975.      | Отписани                           | Увцетова жена            |
| 1975.      | Ђавоље мердевине                   |                          |
| 1975.      | Живот је леп                       | Разредни старешина       |
| 1976.      | Повратак отписаних                 | Анђелка                  |
| 1976.      | Кухиња                             |                          |
| 1977.      | Секвенце и консеквенце             |                          |
| 1977.      | Више од игре                       | Љубина Бојић             |
| 1978.      | Повратак отписаних (ТВ серија)     | Анђелка                  |
| 1979.      | Срећна породица                    |                          |
| 1979.      | Срећна породица ТВ серија          |                          |
| 1979.      | Другарчине                         | Проститутка              |
| 1979.      | Усијање                            |                          |
| 1980-е     |                                    |                          |
| 1980.      | Дувански пут                       |                          |
| 1980.      | Било, па прошло                    |                          |
| 1980.      | Врућ ветар                         | Службеница банке         |
| 1981.      | Кир Јања                           | Супруга Јуца             |
| 1981.      | Војници                            | Грађанка са залихама     |
| 1982.      | Лукићијада (ТВ серија)             |                          |
| 1982.      | Поп Ћира и поп Спира               | Сока                     |
| 1983.      | Човек са четири ноге               | Дактилографкиња          |
| 1983.      | Марија, где си...?                 | Данилова сестра          |
| 1984.      | Мољац                              | Станка, ујкина комшиница |
| 1984.      | Војници (филм)                     | Грађанка са залихама     |
| 1984.      | Јагуаров скок                      | Власник агенције         |
| 1985.      | Случај Лазе Костића                | Секретарица              |
| 1986.      | Мајстор и Шампита                  | Продавачица              |
| 1987—1988. | Бољи живот                         | Ивина газдарица          |
| 1988.      | Тесна кожа 3                       | Благајница               |
| 1989.      | Другарица министарка               | Зага                     |
| 1989.      | Балкан експрес 2                   | Игуманија                |
| 1989.      | Недељом од девет до пет            | Комшиница                |
| 1990-е     |                                    |                          |
| 1991.      | Кућа за рушење                     | тетка Вида               |
| 1991.      | Мала шала                          | ташта                    |
| 1990—1991. | Бољи живот 2                       | Ивина газдарица          |
| 1991.      | У име закона                       | Божина жена              |
| 1993.      | Рај                                | Супруга Пиште            |
| 1993.      | Срећни људи                        | Цана Фонтана             |
| 1995—1996. | Срећни људи 2                      | Цана Фонтана             |
| 1998—1999. | Породично благо                    | Славка                   |
| 2000-е     |                                    |                          |
| 2001.      | Харолд и Мод                       |                          |
| 2002.      | Породично благо 2                  | Славка                   |
| 2006.      | Љубав, навика, паника              | госпођа Марковић         |
| 2007.      | Сељаци (ТВ серија)                 | Драгица                  |
| 2007.      | Вратиће се роде                    | тетка Смиљка             |
| 2010-е     |                                    |                          |
| 2013.      | Мамарош                            | Комшиница                |
| 2015.      | Мамурлуци (ТВ серија)              | Комшиница на прозору     |
| 2018.      | The Ljubav i mržnja                | Стамена                  |